# NGC 5147
NGC 5147 ist eine 11,7 mag helle Balkenspiralgalaxie mit ausgeprägten H-II-Gebieten vom Hubble-Typ SBd im Sternbild Jungfrau. Sie ist schätzungsweise 46 Millionen Lichtjahre von der Milchstraße entfernt und hat einen Durchmesser von etwa 30.000 Lj.
Sie wurde am 24. Januar 1784 von Wilhelm Herschel mit einem 18,7-Zoll-Spiegelteleskop entdeckt, der sie dabei mit „pretty bright, considerably large, nearly round, much brighter in the middle“ beschrieb.